# 정재욱 (배드민턴 선수)
정재욱(1994년 3월 23일~)은 대한민국의 배드민턴 선수로, 삼성생명 배드민턴단 소속으로 활동하고 있다.